# Simeon Simeonov
Simeon Ivanov Simeonov (em búlgaro:  Cимеон Иванов Симеонов) (Sófia, Bulgária, 26 de março de 1946 – 2 de novembro de 2000).foi um futebolista búlgaro que atuava como goleiro.

## Carreira
Durante maior parte da sua carreira, ele jogou no Slavia Sofia e chegou a jogar 34 partidas pela Seleção Búlgara, tendo sido convocado para as Copas do Mundo de 1966,1970 e 1974.